# Diiodohydroxyquinoline
Các dẫn xuất quinolin diiodohydroxyquinoline (INN) hoặc iodoquinol (Usan), có thể được sử dụng trong điều trị amoebiasis.
Nó được hấp thu kém qua đường tiêu hóa và được sử dụng như một chất diệt amidan Nó hoạt động bằng cách thải các ion sắt cần thiết cho quá trình trao đổi chất.
Nó được phát hiện bởi Adco Co. và được giới thiệu là diiodohydroxyquinoline.
Độ nhạy cảm của Dientamoeba Fragilis đã được đo.
Iodoquinol là một amebocide được sử dụng chống lại Entamoeba histolytica, và nó hoạt động chống lại cả u nang và trophozoites được định vị trong lòng ruột. Nó được coi là thuốc được lựa chọn để điều trị các dạng amip không triệu chứng hoặc trung bình. Cơ chế hoạt động đầy đủ chưa được biết. Iodoquinol được sử dụng cho các bệnh gây ra bởi bệnh viêm amidan đường ruột vừa phải.